# ده برأفتاب ولي جوكار (مارغون)
ده برأفتاب ولي جوکار (بالفارسية: ده برآفتاب ولی جوکار) هي قرية تقع في إيران في قسم مارغون الريفي. يقدر عدد سكانها بـ 0 نسمة بحسب إحصاء 2016.